# José Martins da Silva

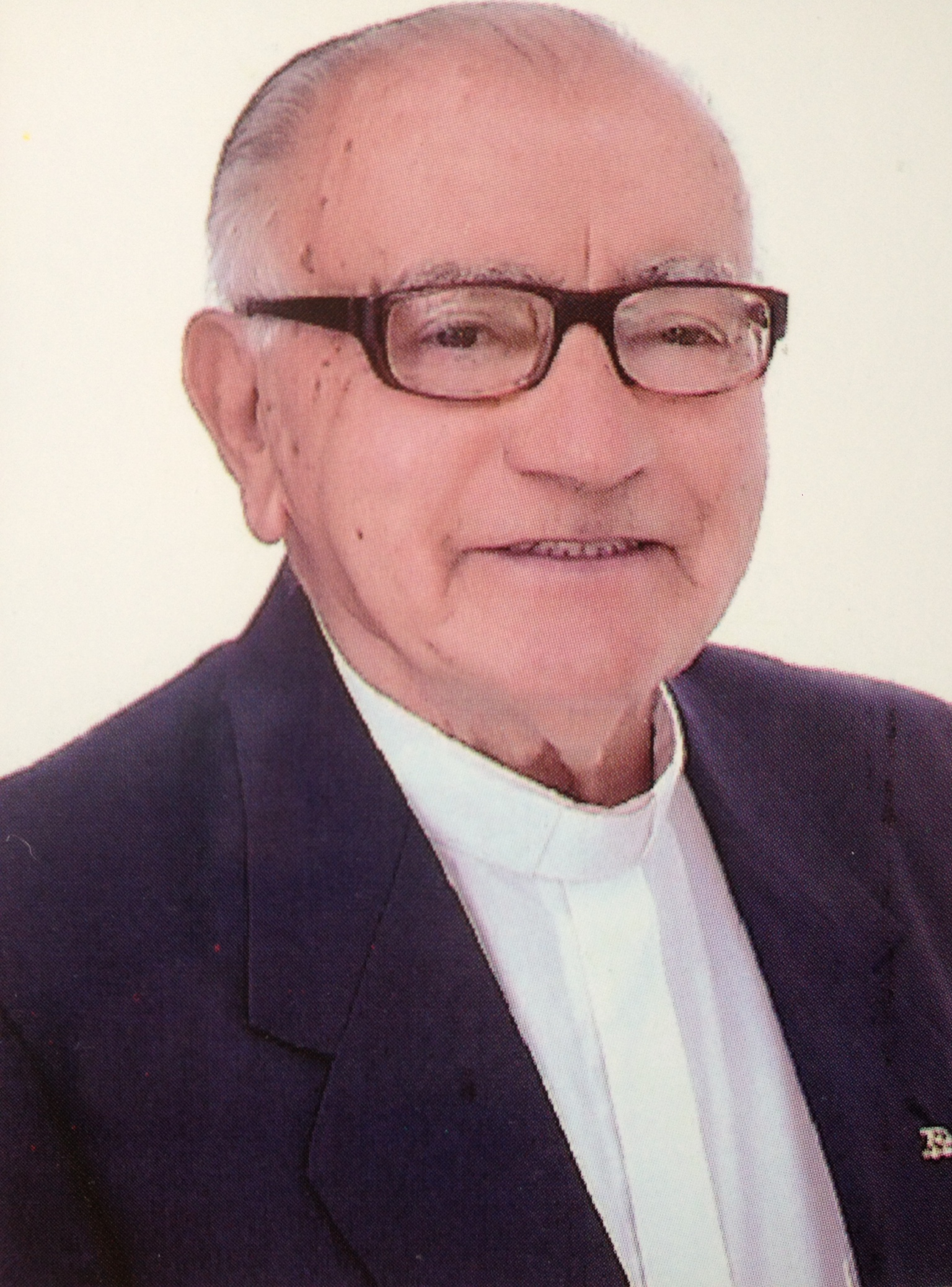
José Martins da Silva

José Martins da Silva SDN (* 14. Juni 1936 in Tiros; † 29. Januar 2015 in Juiz de Fora) war ein brasilianischer Ordensgeistlicher und römisch-katholischer Erzbischof von Porto Velho.

## Leben
José Martins da Silva trat der Ordensgemeinschaft der Missionare Unserer Lieben Frau vom allerheiligsten Sakrament bei und empfing am 29. Juni 1963 die Priesterweihe.
Papst Paul VI. ernannte ihn am 3. Januar 1978 zum Prälaten der mit gleichem Datum errichteten Territorialprälatur Vila Rondônia. Der Bischof von Luz, Belchior Joaquim da Silva Neto CM, spendete ihm am 2. April desselben Jahres die Bischofsweihe; Mitkonsekratoren waren Antônio Afonso de Miranda SDN, Koadjutorbischof von Campanha, und José Eugênio Corrêa, Bischof von Caratinga.
Am 4. Oktober 1982 wurde er zum Erzbischof von Porto Velho ernannt. Am 3. September 1997 nahm Papst Johannes Paul II. seinen vorzeitigen, gesundheitsbedingten Rücktritt an.